# 狂戰士
狂戰士（Berserker），或音譯為巴薩卡，是北歐神話與文學中的一種戰士，能夠進入一種類似被催眠（trance）的狀態，以狂怒的姿態戰鬥。

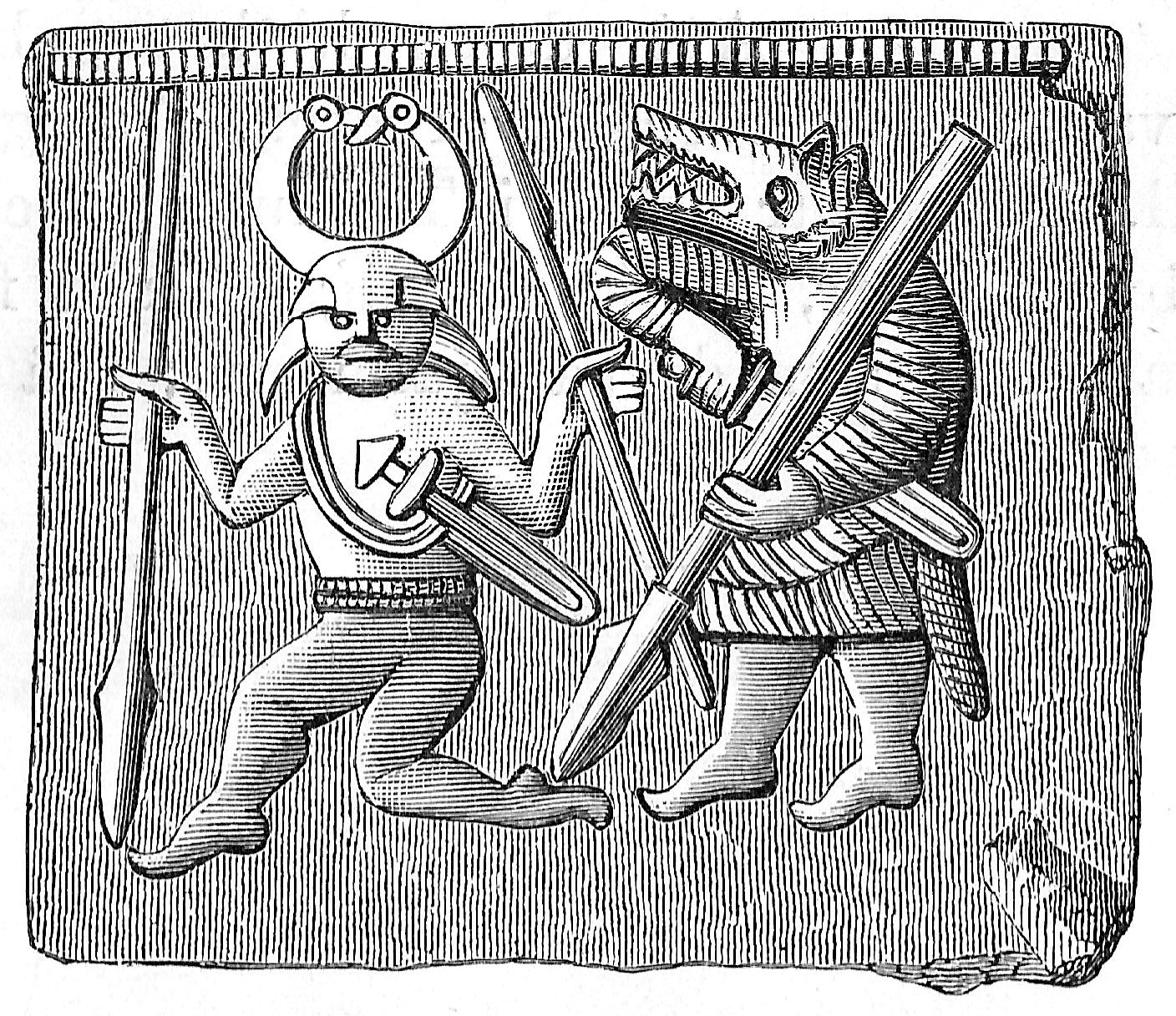
根據瑞典厄蘭島發現的托什倫達銅板製作的木板刻畫，其圖像可能為一位狂戰士尾隨著狂怒之神奧丁。

## 語源學
古北歐語為「 (複數型 )」，字面上意思為「熊皮大衣（bear-shirt）」（參照中古英語 serk，其意為衣衫），指「穿著熊皮大衣的人」。十三世紀歷史學者斯諾里·斯蒂德呂松曾將該詞解釋為「不穿衣服的人（bare-shirt）」，指狂戰士不穿裝甲便衝入戰場，但此觀點後來不被採納。

## 早期
許多學者認為北歐戰士的傳統起源於狩獵魔法，其動物崇拜主要有三：熊、狼，和野豬。
圖拉真柱上的浮雕描繪了圖拉真皇帝於西元101-106年征戰達契亞的景象。柱上刻有羅馬士兵和其友軍的圖像，包括來自萊茵河兩邊部族的戰士，有些戰士光著腳打赤膊，使用類似於日耳曼人的武器和頭盔，這些戰士也出現在第36號場景中，有些戴著熊頭，有些則戴著狼首。在圖拉真柱後，歷史上沒有其他關於日耳曼熊戰士和狼戰士紀錄，直到西元872年，挪威王金髮哈拉爾參戰哈夫斯夫約德戰役，同行的吟遊詩人羅伯恩·霍恩科洛菲（Thórbiörn Hornklofi）才再次留下紀錄。

1870年春，Erik Gustaf Pettersson 和 Anders Petter Nilsson在瑞典厄蘭島的石塚裡發現了四片鑄銅板，也就是托什倫達銅板。以下兩張圖像是銅板中的圖案，另外兩張則是1872年製造的木板刻畫。

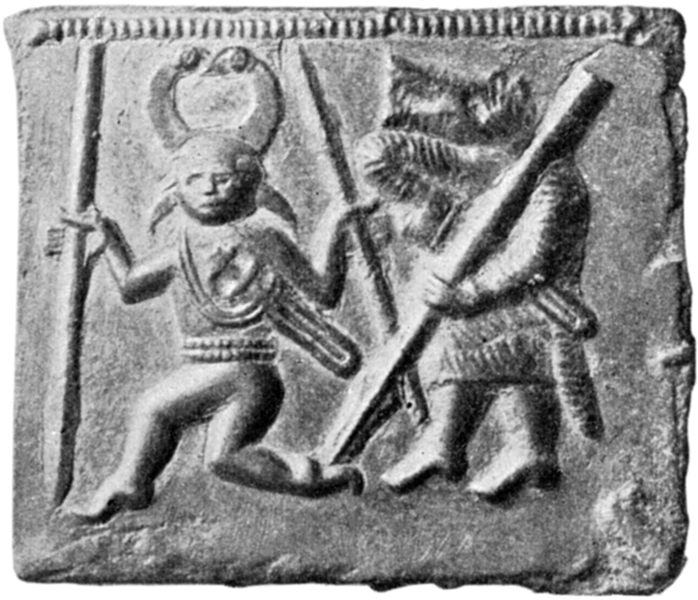
托什倫達銅板：一名狂戰士跟著奧丁[6]。
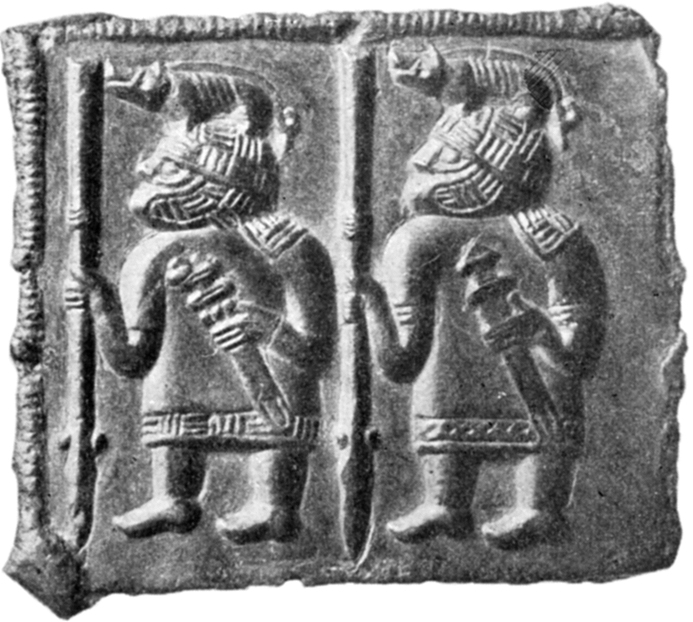
托什倫達銅板：兩名狂戰士戴著上面有野豬的頭盔[6]。
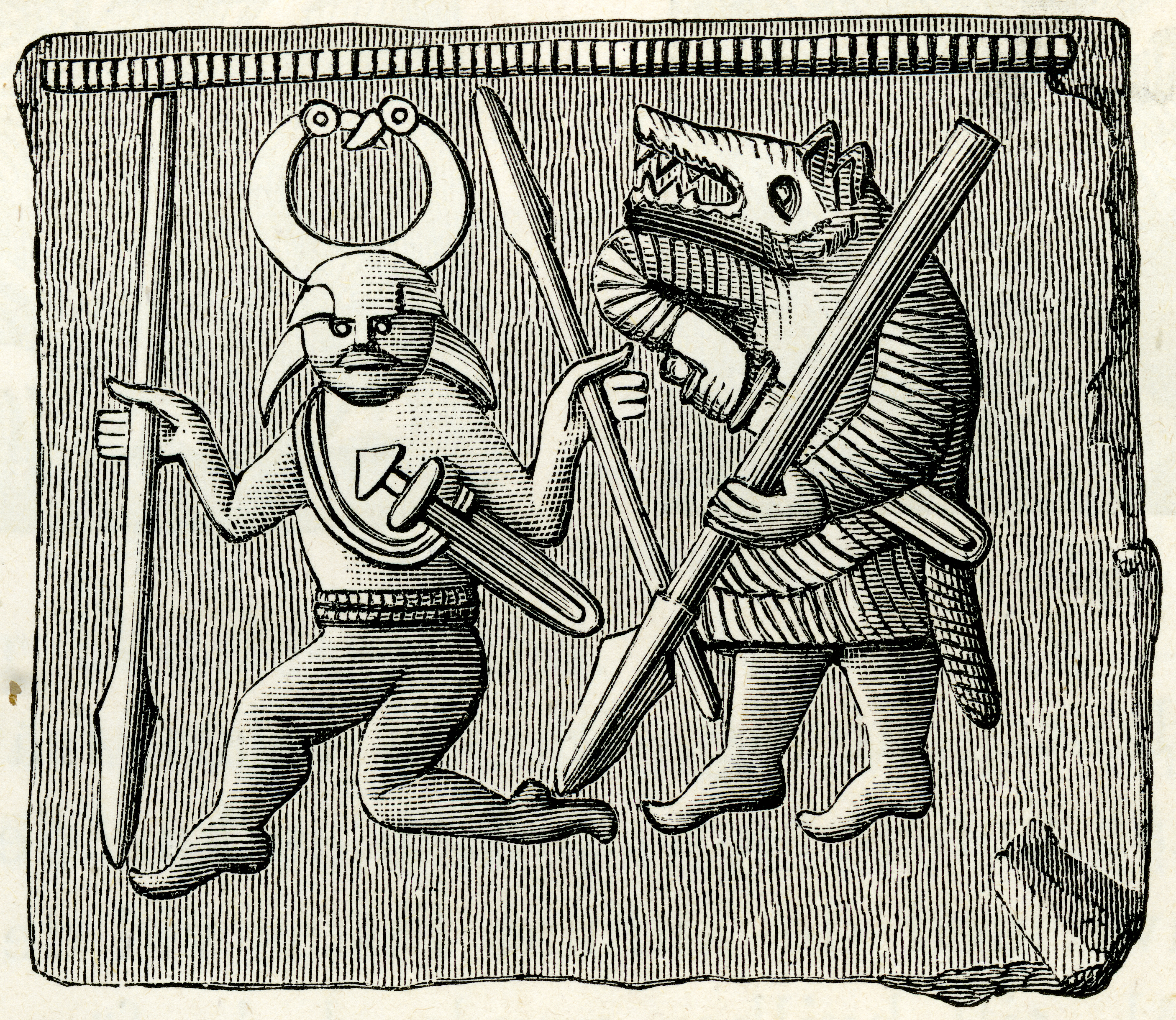
1872年製造的木板刻畫：一名狂戰士跟著奧丁[6]。
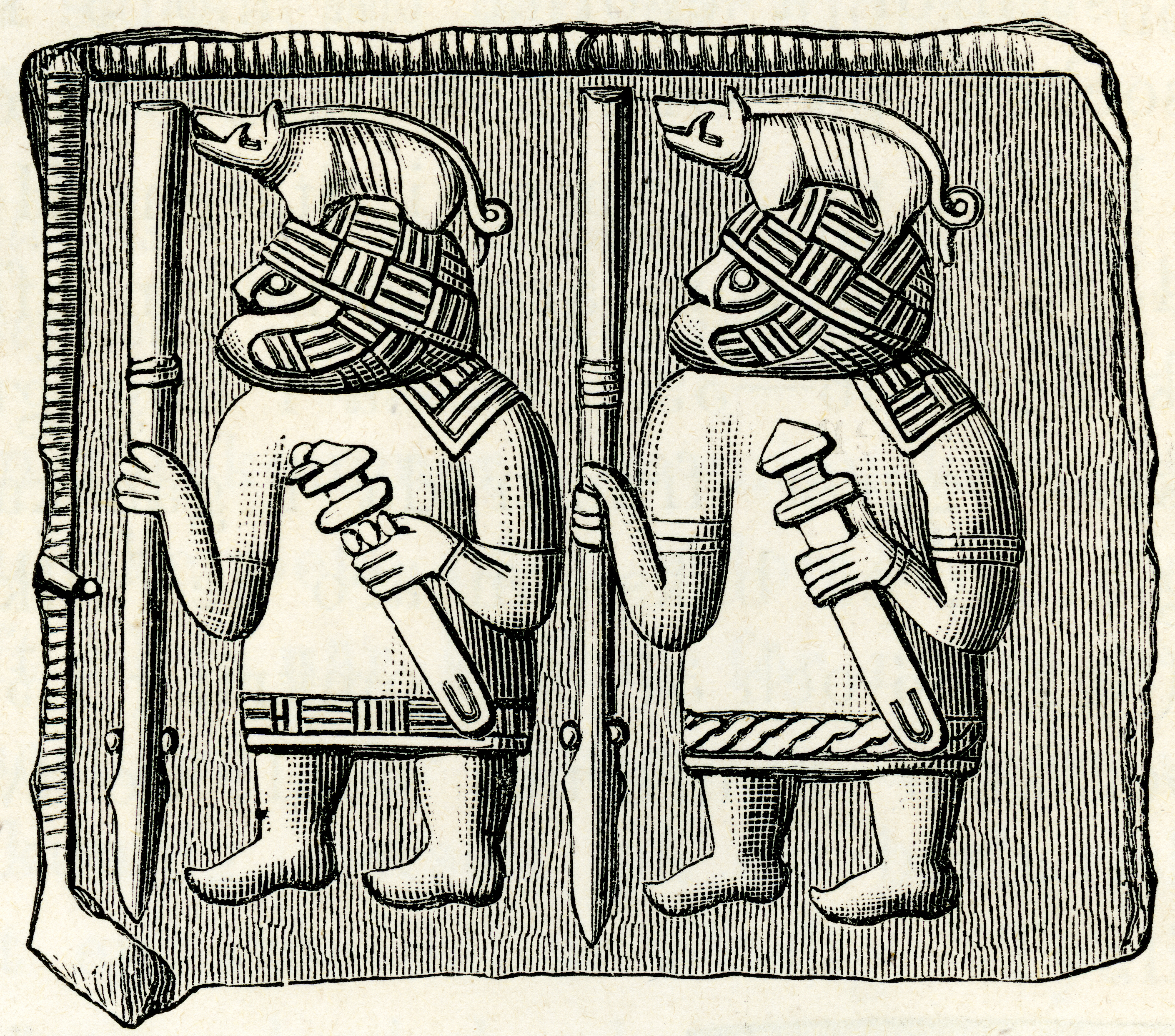
1872年製造的木板刻畫：兩名狂戰士戴著上面有野豬的頭盔[6]。

## 熊戰士（Berserkers ）
有些學者認為熊戰士的力量來自於熊，熊戰士崇拜熊，而崇拜熊的信仰曾經遍布北半球。熊戰士武藝絕倫，同時也信仰虔誠，史瓦達拉薩迦（Svarfdæla saga）中記載曾有一名熊戰士因為耶魯節而拖延戰鬥，一直到耶魯節過後三天後才繼續戰鬥。葬禮開始之前，熊戰士會將逝去同袍的屍體放在熊皮中。熊戰士的象徵直至今日依然存在，丹麥禁衛軍所戴的熊皮帽便是熊戰士的象徵。
熊戰士戰鬥時會進入狂暴狀態，他們會像野獸一般嚎叫，還會用盾牌的鐵緣磨牙。根據他們的信仰，進入狂野狀態時刀槍不入，火也無法傷他一分一毫，能夠摧毀敵軍的陣型，脫離狂暴狀態後，熊戰士會變得虛弱且溫和。
進入狂暴狀態（go berserk）意思是改變形體（change form)，此處意指「進入狂野憤怒的狀態」。有些學者將其解讀為熊戰士能夠變形成熊，如同變形者（hamrammr）一般:126。舉例來說，在埃吉爾薩迦（Egil's Saga）中，在國王哈洛德（Harald）的兄弟索羅爾德（Thorolf）遇刺後，前往斯卡拉格林（Skallagrim ）拜訪哈洛德的那群人被形容為「人類中最強的一群，他們之中很多人都擁有神秘的力量 ... 造物者將他們形塑更像巨人而非人類」，部分學者將其解讀為這群人之中有些人是變形者，但此說法並未被大多數人接受。另一個關於變形者的例子出自於赫羅夫克拉基薩迦（Saga of Hrólf Kraki），故事中提到，熊戰士波德瓦波亞基（Bödvar Bjarki）能夠變形為熊並與國王赫羅夫克拉基戰鬥，「眾人只見一隻巨熊衝入赫羅夫王的手下之中，始終與國王保持極近的距離，死在熊掌下的人不計其數，就算是國王手下最英勇的五名戰士加起來也無法像牠這般殺敵。」

## 狼戰士（Úlfhéðnar ）
在印歐民族、突厥、蒙古，與美洲原住民文化中都有狼戰士的身影。羅馬人的瑪爾斯節（armilustrium）是慶祝戰神的節日，羅馬人會在瑪爾斯節中展示從日耳曼狼戰士繳獲的盾牌及旗幟。
身披狼皮的狂暴戰士稱作「狼戰士（Úlfhéðnar ）」，意思為「狼皮大衣（wolf coat）」，和狂戰士（Berserkers）有關，狼戰士曾出現於瓦特恩斯達爾薩迦（Vatnsdæla saga）、哈拉爾之詩（Haraldskvæði ），和沃爾松格薩迦（Völsunga saga），文本中提到狼戰士會身披狼皮進入戰場。狼戰士有時又被稱作奧丁的勇士，「（奧丁的）戰士不穿鎖子甲就衝入戰場，如同獵犬和野狼一般發怒，還會啃咬盾牌 ... 他們大殺四方，不管是刀劍或是火焰都無法傷他們一分一毫，這就是進入狂暴狀態:132（berserk）」。此外，托什倫達銅板上也有出現狼戰士跟著奧丁的畫面，「一位身披狼皮的戰士站在獨眼舞者身旁，獨眼舞者戴著上頭有兩根鳥形的角的頭盔，這個畫面普遍被認為顯示出了狼戰士與奧丁的關聯」。

## 野豬戰士（Svinfylking ）
在北歐神話中，野豬對華納神族來說是神聖的動物。弗雷便有一頭名為古林博斯帝（Gullinbursti，金色鬃毛）的野豬，女神弗蕾亞也有一頭名為希爾帝斯維尼（Hildisvíni，戰豬）的野豬，在瑞典人和盎格魯撒克遜人的儀式用具上都可以見到這些野豬。野豬戰士以一種名為野豬之首（Svinfylking）的楔形陣型戰鬥，兩名勇士會站在「豬鼻（rani ）」的位置。野豬戰士善於隱匿行蹤，也善於利用對地形的熟悉逃脫。如同熊戰士與狼戰士，野豬戰士也是透過動物的力量來戰鬥，他們的武術便是建構於野豬之上。

## 各種來源的證據

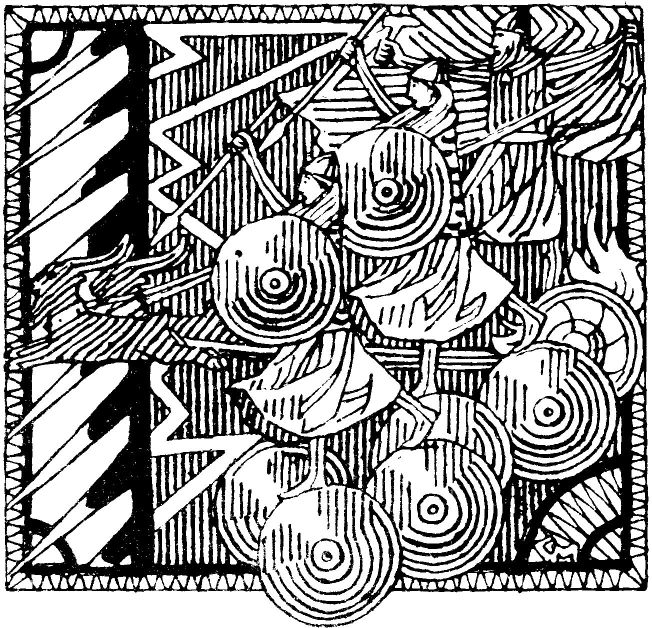
Battle of the Storm Hjørungavåg Illustration for Olav Tryggvasons saga
Gerhard Munthe (1899)

狂戰士出現在許多薩迦和詩中。在早期的薩迦中，狂戰士常是國王的保鑣、菁英戰士，或勇士，在後期的薩迦中，狂戰士從英雄變成了自大狂妄貪婪無比的人，燒殺擄掠，隨意殺人。更晚期時基督教將狂戰士稱作「惡魔異教徒」。
現存最早出現狂戰士的文本是哈拉爾之詩，為吟遊詩人（skald）羅伯恩·霍恩科洛菲於西元第9世紀末所創作，以紀念金髮王哈拉爾，詩中將狂戰士稱作「身披狼皮的人（ulfheðnar ）」，以下為哈拉爾之詩的片段，其中描述了哈拉爾手下的狂戰士：
你們這群嗜血的東西，我會問問那些狂戰士，

那些強悍的英雄，那些挺身進入戰場的英雄，

他們究竟受到了怎樣的待遇？

眾人稱他們為身披狼皮者，

滿是血漬的盾牌，

拎著沾滿鮮血的長槍他們進入戰場，

他們組織嚴密，

王子所做過最明智的決策，

便是信任這群摧毀敵軍盾牌的人，
「嗜血的東西」指的是渡鴉，渡鴉以戰死者的屍體為食。
冰島史學家斯諾里·斯蒂德呂松（1179-1241）在其著作伊林格薩迦（Ynglinga saga）中是這麼描述狂戰士的：
他的（奧丁）手下沒有穿任何護甲便衝上前，他們如同獵犬和野狼般兇猛，啃咬著盾牌，他們如同棕熊和公牛般強壯，不費吹灰之力便能殺死敵人，而且不管是火焰或是刀劍都無法傷他們一分一毫。這就是所謂的狂戰士。
金髮王哈拉爾利用狂戰士的震懾力來鞏固統治。其他斯堪地那維亞的國王則將狂戰士納入護衛軍，有時候甚至會讓狂戰士擔任皇家禁衛軍。並不是所有的狂戰士都是真正的狂戰士，有些只是遵從狂戰士的生活教條，而有些只是借用狂戰士之名以震懾他人。
許多文本都強調狂戰士凶暴的作戰風格，更因此造就了現代英文中的詞彙"berserk"。然而，描述狂戰士其他特性的文本常被現代人忽略，斯諾里·斯蒂德呂松的那句「不管是火焰或是刀劍都無法傷他們一分一毫」不斷的被歷史上的其他人一再重複，關於狂戰士無法被利器或火焰傷害的描述一再出現，此外，狂戰士無法免疫棍棒或其他鈍器，如以下文本所述：
這些人要求哈夫丹（Halfdan）擊退哈德濱（Hardbeen）與他的勇士，哈夫丹毫不猶豫地接受，認為這沒有什麼困難之處。哈德濱聽見此事之後，一股狂怒襲捲而來，他憤怒地啃噬著盾牌的邊緣，吞食燒得透紅的煤炭，抓起燙紅的餘燼一口嚥下，直接走過劈啪作響的烈火。最後，不知道是出自於對戰鬥的渴望，抑或是本來就生性兇殘，哈德濱用燒得赤紅的手抄起長劍刺穿了六名手下勇士的心臟，接著，哈德濱和剩下的勇士前往迎戰哈夫丹。哈夫丹用一把巨大的鐵鎚擊敗哈德濱，哈德濱輸了這場戰爭，也輸掉了自己的性命，哈德濱為挑戰哈夫丹而付出了生命的代價，也將生命彌補了那些國王，那些後裔死於哈德濱之手的國王…

類似的敘述也出現在赫羅夫克拉基薩迦中，赫羅夫克拉基手下的勇士就算遭遇刀劍和火焰也絲毫不受影響。狂戰士也被提及到能夠用邪惡的眼神或是咒語來鈍化敵人的武器，這段描述最早出現在貝奧武夫中的角色格倫戴爾（Grendel）身上。
1015年，挪威的埃里克·哈康松伯爵（Jarl Eiríkr Hákonarson）修改法律，將狂戰士列為非法戰士，12世紀後，世上便沒了狂戰士戰團。
劉易斯棋子出土於蘇格蘭劉易斯島，該棋被認為是由北歐人製造的，其中便有啃咬盾牌的狂戰士。

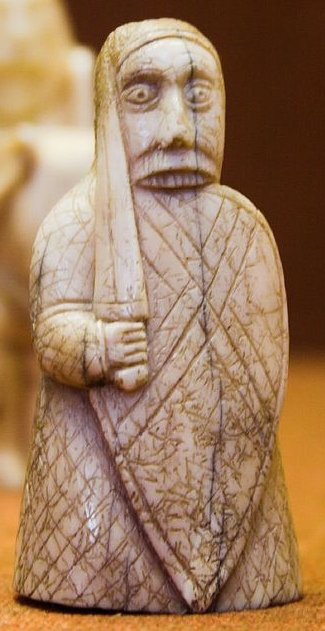
劉易斯西洋棋中的車，外表是啃咬盾牌的狂戰士。

## 理論
拜占庭君王君士坦丁七世（905-959）所著作的拜占庭宮廷儀式之書（De cerimoniis aulae byzantinae）中提到瓦蘭吉衛隊（效命於拜占庭王朝的北歐戰士）的哥德舞蹈，舞者會穿著獸皮和動物面具，而學者希爾達·埃利斯戴維森（Hilda Ellis-Davidson）認為該舞蹈與狂戰士儀式有關。
以下是關於狂戰士之怒（berserkergang ）的描述：
狂戰士之怒（berserkergang）不止會出現在如火如荼的戰鬥中出現，也會出現在勞力工作中。進入狂戰士之怒的人能夠展現出非人類的力量，準備進入該狀態的人會開始渾身發抖、牙齒顫抖、體溫下降，接著臉會腫脹變色。接下來那人思考能力下降，最終失去控制陷入狂怒，像野獸般嚎叫，啃咬盾牌的邊緣，敵我不分，摧毀眼前的所有事物。當狂戰士之怒退去後，那人會變得情緒低落且虛弱無力，狀況會持續一天或數天之久。
戰場上狂戰士會穿著特別服裝，例如狼皮或熊皮，以表示其狂戰士的身分，這麼一來友軍就能與他保持距離，因為狂戰士在進入狂戰士之怒時會敵我不分。
學者認為某些狂戰士是透過服用藥物來引發狂戰士之怒，例如食用毒蠅傘，或服用大量酒精，然而，此觀點備受爭議，1977年，丹麥菲卡特（Fyrkat）出土的維京墳墓中發現了天仙子的種子，使此觀點更加備受質疑，食用天仙子所引發的症狀與狂戰士之怒的描述類似，學者因此推論狂戰士是透過食用天仙子來引是發狂戰士之怒。在其他案例中，學者推論狂戰士是透過引導自己進入歇斯底里、癲癇，或其他精神疾病狀態，進而引發狂戰士之怒。
另一理論是狂戰士之怒是某種自我引發的歇斯底里狀態，透過戰鬥前的儀式來引發，包含啃咬盾牌和動物般的吼叫
。
喬納森·沙伊（Jonathan Shay）認為狂戰士之怒與創傷後壓力症候群有關，在其著作《越南的阿基里斯》中，喬納森寫道：
如果一名士兵發狂後仍能存活，這將會導致他失去情緒能力，變得暴躁易怒，變得過度緊張，這些都是退伍軍人罹患創傷後壓力症候群的典型症狀。根據我的臨床經驗，我不得不將狂戰士之怒和重度心理與重度心理生理創傷連結。
有學者認為狼人傳說起源於狂戰士。

## 大眾文化

### 電玩遊戲
狂戰士的概念很常出現在電玩遊戲中，著名的例子包含《流亡黯道》、《TERA》，和《楓之谷》。狂戰士是這些遊戲的多個元素之一，是眾多可供玩家選擇的職業之一。在某些遊戲中，狂戰士是進階的職業，例如鬥士可進階成狂戰士，或戰士進階成狂戰士；而某些遊戲中狂戰士則是專精的技能，玩家需要專精於某些特定的職業，才能夠使用與狂戰士相關的技能與屬性，遊戲玩家將這種形式稱作「技能樹」。
電玩遊戲中的某些角色擁有狂戰士的特質，例如《戰神系列》中惡名昭彰的克雷多斯，克雷多斯殘酷無情，暴躁易怒，但隨著遊戲進展，克雷多斯慢慢能夠控制自己的脾氣，但他還是可以利用怒氣來提升戰鬥力，為了達到目標摧毀眼前所有敵人。另一有趣的點是克雷多斯在希臘神話中代表的是力量，力量同時也是狂戰士的特質之一。
《毀滅戰士》是毀滅戰士系列中的主角，毀滅戰士殘酷無情，能夠徒手撕裂惡魔與惡魔僕從的四肢。在遊戲中有一種提升能力的道具叫做「狂暴化強化晶球（Berserk Powerup）」，拾取後能夠顯著提升近戰傷害。在毀滅戰士2016中，拾取狂暴化強化晶球會讓玩家只能使用近戰攻擊，但是可以一擊擊殺任何敵人。
《戰爭機器》中有一種敵人叫做蝗蟲，蝗蟲中又有一種稱作狂暴女獸人的敵人，狂暴女獸人皮膚堅硬，可抵擋子彈，還可以透過衝撞來摧毀面前的所有事物。
《韋諾之戰》中狂戰士是一種角色的行為模式，開啟狂戰士模式的角色遭遇敵人時會奮鬥至死。
《英雄聯盟》中的歐拉夫和泰達米爾也有狂戰士的特質，歐拉夫是頭戴角盔手持雙斧的北方蠻族戰士，其稱號便是「狂戰士」，歐拉夫開啟技能諸神黃昏後會怒吼，技能持續期間會無法被敵方控制技能影響；泰達米爾也是頭戴角盔的北方蠻族戰士，手持巨刃，泰達米爾有專屬的能力值稱作「怒氣」，可以與其他技能進行互動，泰達米爾開啟技能不死怒火後5秒內無法被敵方擊殺，且也會發出怒吼。歐拉夫和泰達米爾的特性都類似於狂戰士充滿怒火的戰鬥風格。

### 桌上遊戲
戰錘40000中，那些受混亂戰爭之神恐虐所寵愛的狂暴渾沌星際戰士便被稱作狂戰士。因其總是充滿怒火，而且以極度暴力的近戰風格戰鬥。

### 影視媒體
連續劇維京傳奇（第四季第三集：慈悲）中，一位狂戰士奉命獵殺拉格納王之子「勇士」比約恩（Bjorn Ironside）。
Fate此系列動畫中，berserker 為其設定背景聖杯大戰中七種職階之一，職階的固有能力便是狂化，能超出原本英靈極限的戰鬥能力，魔力輸出、敏捷度等都會提高，而作為缺點便是魔力消耗量過大，並且從者將會失去理性，難以被御主掌控。

### 書面媒體
書面媒體中也有狂戰士的影子。例如廣受好評的《烙印勇士》（Berserk）系列，該著作講述主角傭兵凱茲充滿復仇烈焰的故事。該系列後來被改編為動漫。
托爾金的《魔戒》的帕蘭諾平原戰役中，作者以這段文字描述希優頓：「他舉止怪異，或許是父親的戰鬥狂怒作祟，在他的血管中如同烈火四處延燒」。在托爾金的另一著作《哈比人歷險記》中，主角比翁是一個高大渾身毛髮的男人，能夠化身為熊，且戰鬥時充滿怒火。
《動物變形人》（Animorphs）中的瑞秋（Rachel）能夠化身為棕熊戰鬥。
雷克·萊爾頓的《阿斯嘉末日》中的角色半生人·岡德森是名狂戰士，在英靈殿中待了1200年，作者將其描繪成一名高大的維京人，戰鬥時不穿上衣也不穿盔甲。

## 延伸閱讀
- 狂狼战士（日语：ウールヴヘジン）
- Furor Teutonicus
- Hysterical strength
- Excited delirium